# Hi Scores
Albums de Boards of Canada
Boc Maxima
(1996) Aquarius (EP)
(janvier 1998)
Hi Scores est un EP du duo de musique électronique écossais Boards of Canada, sorti en décembre 1996.

## Liste des morceaux
"Turquoise Hexagon Sun" apparaît également sur l'album Music Has The Right To Children.
| 1/A1. | Hi Scores                      | 4:57 |
| 2/A2. | Turquoise Hexagon Sun          | 5:09 |
| 3/A3. | Nlogax                         | 6:54 |
| 4/B1. | June 9th                       | 5:18 |
| 5/B2. | Seeya Later                    | 4:33 |
| 6/B3. | Everything You Do Is A Balloon | 7:03 |
| 33:11 |                                |      |